# Riley Reid
Ashley Mathews, född 9 juli 1991 i Loxahatchee i Florida, är en amerikansk porrskådespelerska, bosatt i Los Angeles-området. Hon är verksam under artistnamnet Riley Reid och har sedan debuten 2010 varit en av de mest uppmärksammade i branschen.
Hon har gjort sig ett stort namn med en framtoning som "sweetheart", med deltagande främst inom konventionell porr. Hon har även nyttjat sitt kändisskap till att uttala sig i ämnen som berör henne.

## Biografi

### Bakgrund
Ashley Mathews föddes i en förort till Miami Beach. Hon har en varierande släktbakgrund, med en mormor som har rötter från Irland, Tyskland och Nederländerna, medan hon via sin morfar är cherokes- och chickasaw-ättling. Hennes farmor har rötter på Puerto Rico och i Dominikanska republiken.
I ungdomen flyttade hon runt till olika platser i Florida med sin familj. Därefter läste hon ett år på college (Florida International University) med målet att bli lärare. I samma veva arbetade hon i en skobutik.

### Filmkarriär
Hon inledde sin karriär i porrbranschen 2010, som 19-åring, efter att en kortare tid arbetat med striptease. Inledningsvis använde hon artistnamnet "Paige Riley" (alternativt "Riley Paige"). Året därpå etablerade hon sig som aktris i mainstream-produktioner, och hon har sedan dess deltagit i produktioner hos bolag som Evil Angel, Brazzers, Mile High, Smash Pictures, FM Concepts, Elegant Angel och New Sensations.
2013 nämnde LA Weekly henne som nummer åtta på listan över "10 Porn Stars Who Could Be the Next Jenna Jameson". Hon placerade sig tre år på rad – 2014, 2015 och 2016 – på CNBC:s lista över "The Dirty Dozen: Porn's Most Popular Stars". 2016 mottog hon priset som årets kvinnliga porrskådespelare på den årliga AVN-galan. På gratisporrsajter som Pornhub är videoutdrag ur hennes filmer återkommande bland de flitigast visade. 2019, efter närmare ett decennium som eftertraktad skådespelare inom mainstream-pornografi, syntes hon för första gången som nakenmodell hos Playboy.
Fram till 2021 har Riley Reid medverkat i minst 445 (fram till 2017 minst 560) filmer/videor. Detta inkluderar en stor mängd nischer inom mainstream-pornografi, inklusive lesbiskt sex, uniformsfetischism, BDSM, rasöverskridande sex, POV-porr och gruppsex. Hon har blivit känd för sin framtoning som kortvuxen "sweetheart" (sötnos/älskling) utan plastikkirurgiska ingrepp, och hon har använt sitt kändisskap till att uttala sig i frågor som berör henne. Hennes synlighet och frispråkighet i intervjuer i allmänna medier har gjort henne till ett namn som känns igenom långt utanför den pornografiska filmbranschen. Produktionsbolaget Evil Angel tillägnade henne 2019 en stort upplagd, retrospektiv filmantologi, under titeln I Am Riley.
Hon har regisserat minst en pornografisk film. 2018 var hon en av medarrangörerna till Pornhub Nation-utställningen i Los Angeles, en icke-pornografisk tillställning där man bland annat ställde ut foton och modern konst. Hon har medverkat i minst en dokumentärfilm omkring porrbranschen.
Sedan framväxten av Onlyfans-tjänsten i slutet av 2010-talet har hon flyttat över allt mer av sina pornografirelaterade aktiviteter dit. Hon nämndes våren 2021 som en av dem som gjort de största inkomsterna av alla innehållsskapare på OnlyFans.

### Senare år
2020 års coronaviruspandemi drabbade den nordamerikanska porrfilmsbranschen hårt, med ett stopp i produktionen av nytt material till följd av allmänna påbud om social distansering. Under hösten 2020 meddelade Riley Reid att hon börjat få tankar om att trappa ner och så småningom avsluta sin porrfilmskarriär. Åtminstone ville hon i fortsättningen undvika att spela in scener med manliga skådespelare, delvis som ett sätt att mer fokusera på sitt privatliv.
Under 2023 lanserade hon Fanscout. Tjänsten är tänkt att motsvara rekommendationstjänster av typen Tripadvisor och Yelp (inom resande respektive restauranger), fast i det här fallet anpassad för sociala medier. Vid starten var Onlyfans, Twitch och Patreon tre av plattformarna som ingick i rekommendationssystemet. Under året lanserade hon även klädkollektionen "Eighteen Plus" och expanderade artistagenturen Ash Agency, namngiven 2021 efter hennes civila förnamn och som en förkortning för All Star Hustle. Den sistnämnda startades i syfte att undvika den ofta utnyttjande affärspraktik som porrbranschens agenturer är ökända för.

## Privatliv och åsikter
Ashley Mathews gifte sig i juni 2021 med Pavel "Pasha" Petkuns, mest känd som parkour-utövare och sociala medier-personlighet. Paret och deras dotter är bosatta i Pasadena, strax norr om Los Angeles, i en nybyggd lyxvilla som hon köpte 2021 för 4,8 miljoner US-dollar.
Under stora delar av sin porrfilmskarriär har hon varit singel, och hon har talat öppet om sina svårigheter att kunna kombinera ett liv som sexarbetare med möjligheten att etablera långvariga kärleksrelationer. Hennes videoblogg på Youtube, som inleddes 2016, hade i juli 2021 drygt 300 000 prenumeranter. Hon har åtminstone periodvis haft ansträngda relationer till sina föräldrar och syskon, till följd av deras åsikter om hennes yrkesval. Hon har upplevt hur folk har svårt att skilja på henne som människa och hennes rolltolkningar framför kameran, och hon menar att det krävs en stark självkänsla hos den som vill vara porrskådespelare någon längre tid och må bra av det. Hon konsumerar själv pornografi i tecknad form.
Privat räknar hon sig som ateist. Hon är, liksom en stor del av den nordamerikanska porrbranschen, brukare av marijuana (sedan 2018 lagligt i Kalifornien), och hon påstår att det hjälpt henne att lättare kunna tygla sin energi. Längs med ryggen har hon tatuerat in de kinesiska tecknen för frasen "När livet ger dig citroner, gör lemonad", som ett förtydligande av hennes ståndpunkt att även svårigheter kan vändas till något positivt. Texten är ett citat ur Dale Carnegies bok How to Stop Worrying and Start Living.

## Filmografi (urval)
| Filmer (urval) | Filmer (urval)                                      | Filmer (urval) | Filmer (urval)                                                                 |
| År             | Film                                                | Roll           | Noter                                                                          |
| -------------- | --------------------------------------------------- | -------------- | ------------------------------------------------------------------------------ |
| 2010           | Teen Hitchhikers                                    |                |                                                                                |
| 2010           | Foos My Balls Baby!                                 |                | Del av filmserien College Rules                                                |
| 2011           | Adorable Rich Bitch Riley Paige Gets Her Money Shot |                | Listas som Riley Paige                                                         |
| 2011           | Angel Face 2                                        |                | Första filmen för bolaget New Sensations                                       |
| 2011           | Dancing Bear for the Books                          |                | Första filmen för Bang Bros                                                    |
| 2011           | Dirty Knives                                        |                | Första filmen för Brazzers                                                     |
| 2011           | Good Golly Molly                                    |                | Första filmen för Reality Kings                                                |
| 2012           | Brand New Face 36                                   |                | Första filmen för Vivid                                                        |
| 2012           | Crack Fuckers 2                                     |                | Första filmen för Evil Angel                                                   |
| 2012           | Fucking Machines 19018                              |                | Första filmen för Kink.com                                                     |
| 2012           | Mandingo Massacre 6                                 |                | Första filmen för Jules Jordan; AVN Award 2014, som "Best Boy /Girl Sex Scene" |
| 2013           | Public Disgrace 30896                               |                | För Kink.com                                                                   |
| 2014           | American Hustlers                                   |                | Första filmen för Hustler                                                      |
| 2015           | Being Riley 1                                       |                | Del av filmserie, första filmen för Tushy.com                                  |
| 2015           | Carter Cruise Obession 4                            |                | Första filmen för Blacked.com                                                  |
| 2015           | Squirt City                                         |                | Första filmen för Wicked Pictures                                              |
| 2016           | Sister from Another Mister                          |                | Första filmen för egna bolaget Reidmylips.com                                  |

## Utmärkelser
Genom åren har Riley Reid vunnit ett stort antal branschpriser. På den stora AVN-galan vann hon 2014 tre priser och 2016 sex priser (inklusive det som Female Performer of the Year). Därefter har hon fram till 2023 vunnit ytterligare sex AVN-priser. På den konkurrerande XBiz-galan vann hon två priser 2016. 2021 blev hon på XRCO-galan invald i dess Hall of Fame.

## Galleri

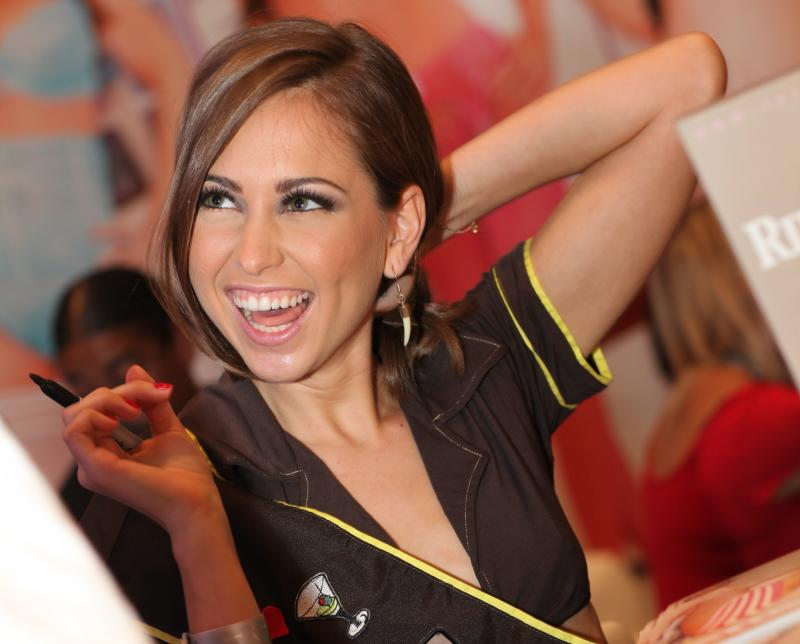
AVN-mässan 2012.
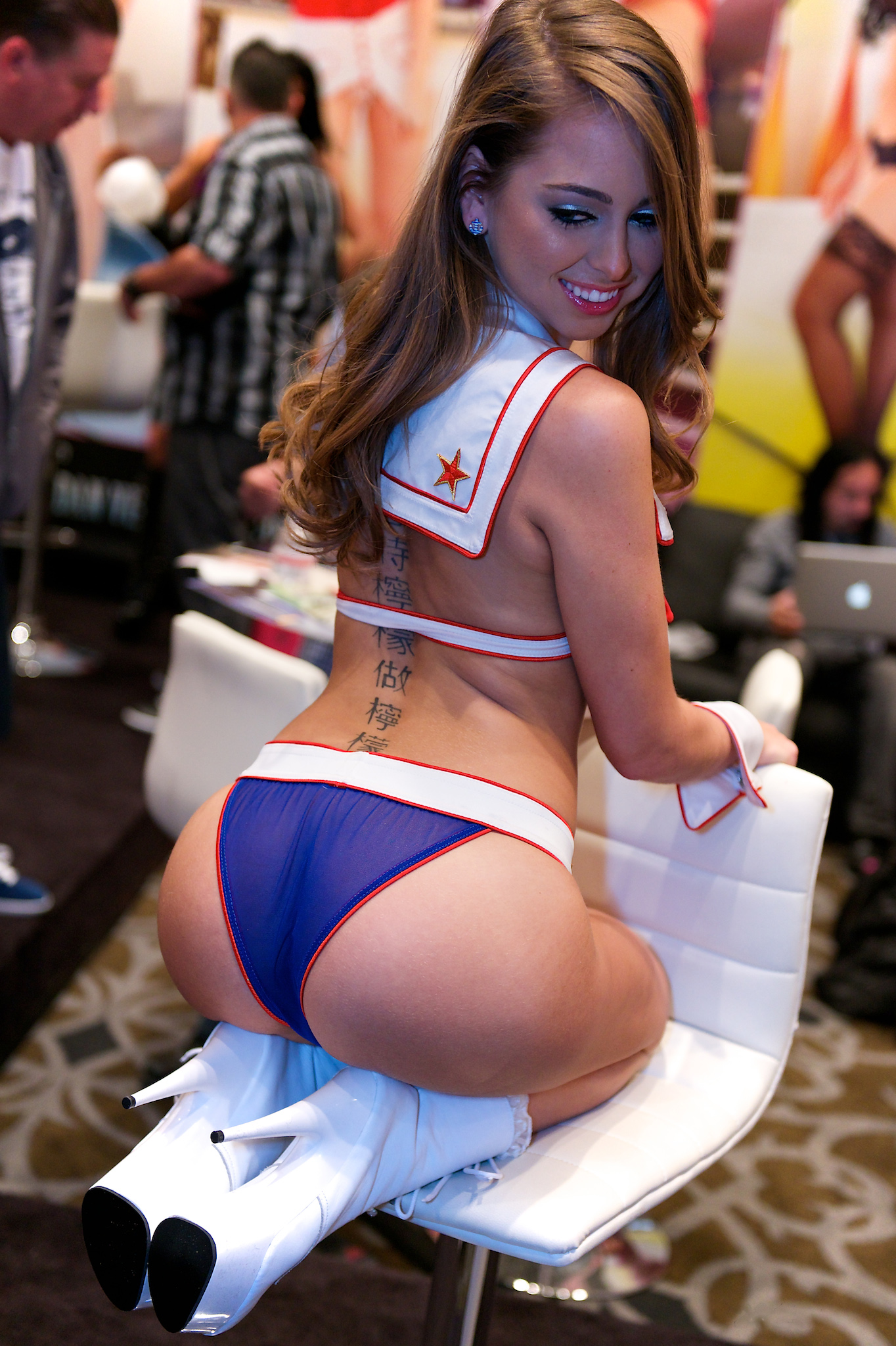
På AVN-mässan 2013, med den "kinesiska" tatueringen på ryggen synlig.
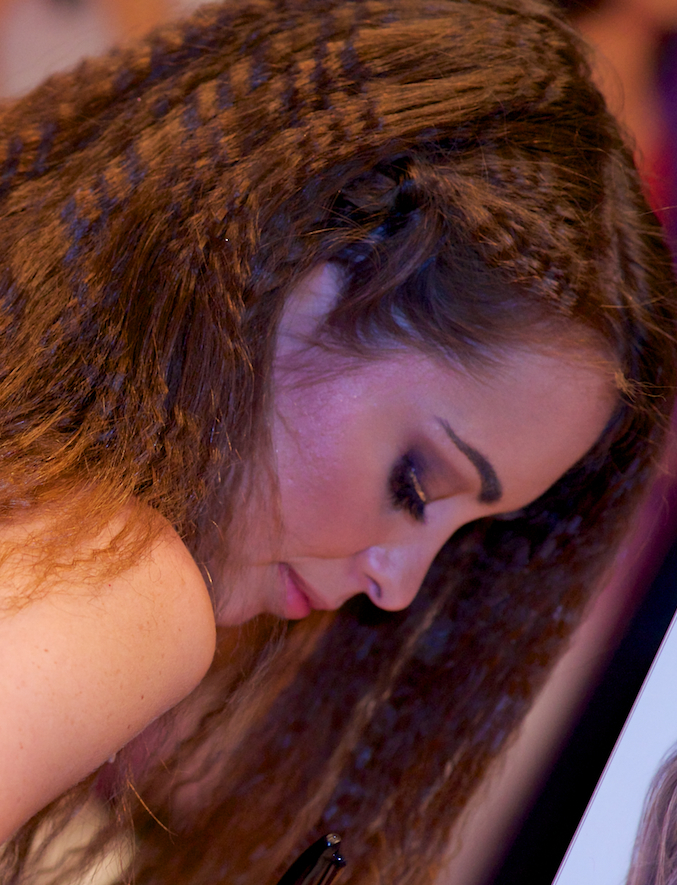
AVN-mässan 2014.
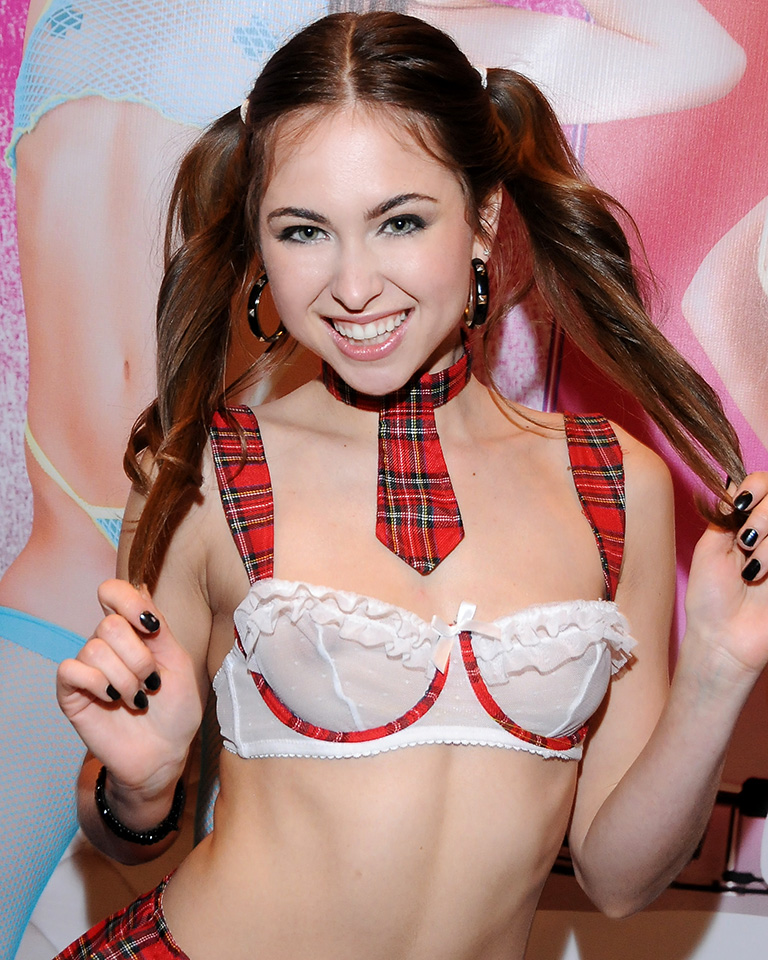
AVN-mässan 2015.
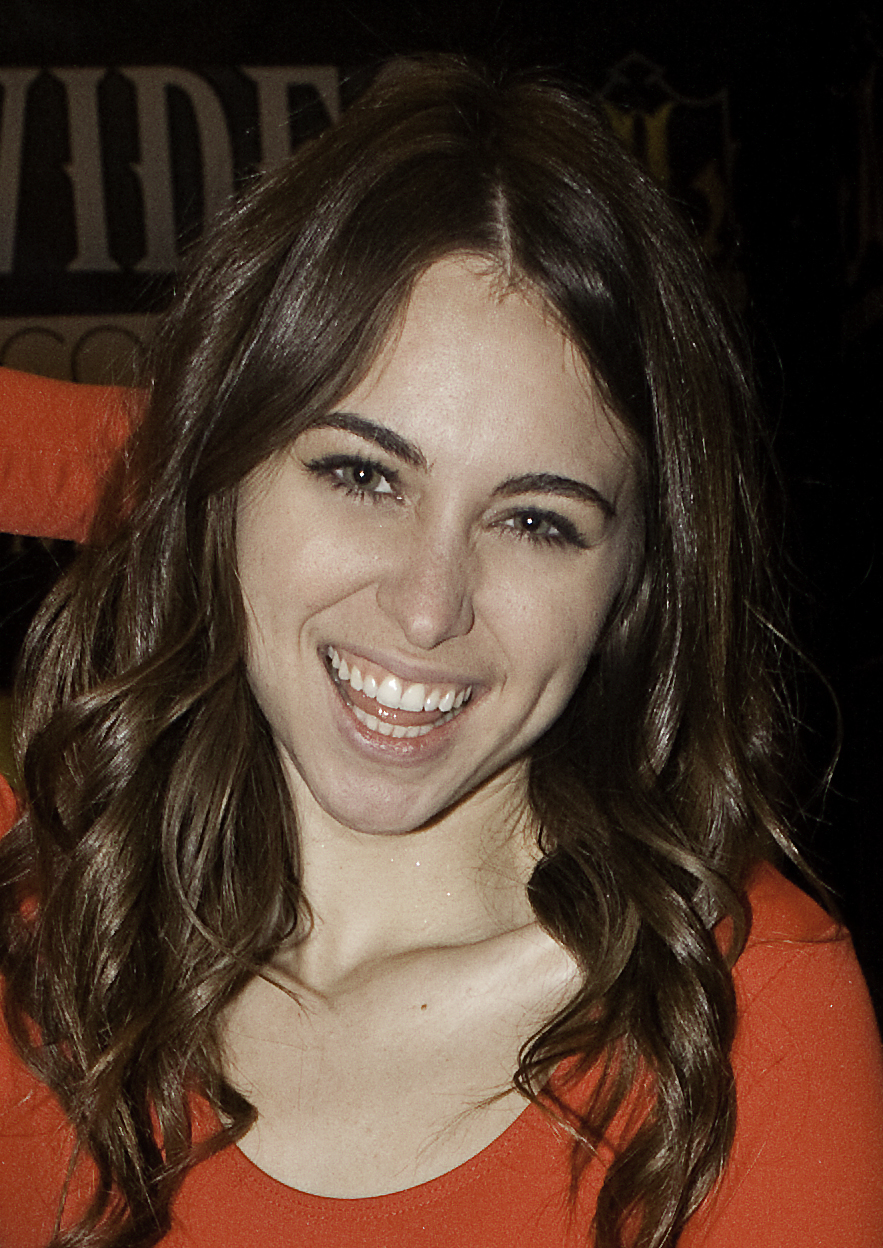
AVN-mässan 2016.